# جيم موس
جيم موس هو لاعب اللاكروس كندي، ولد في 3 مارس 1977 في تورونتو في كندا.